# Nombre formel
 (décembre 2010).
Si vous disposez d'ouvrages ou d'articles de référence ou si vous connaissez des sites web de qualité traitant du thème abordé ici, merci de compléter l'article en donnant les références utiles à sa vérifiabilité et en les liant à la section « Notes et références ».
En mathématiques, la notion de nombre formel est une extension de la notion de nombre (réel).

## Origine
Les mathématiciens ont introduit plusieurs extensions de la notion de nombre dont l'une des dernières et des plus abstraites[Information douteuse] est la notion de nombre formel. Un nombre formel est l'analogue de différentes façons d'un nombre réel. Les nombres réels sont apparus naturellement, après les entiers naturels et les nombres rationnels, pour mesurer des quantités physiques. Les nombres formels n'ont pas cette application concrète, mais ils forment aussi un corps commutatif. Les entiers formels qui sont des polynômes sur un corps fini ont été considérés dans la première moitié du XXe siècle par le mathématicien américain Carlitz. Les modules de Carlitz ont été par la suite généralisés par la notion de module de Drinfeld (en). Le prolongement aux séries de puissances est dû à différents mathématiciens dans la deuxième moitié du XXe siècle. Ces corps de nombres formels ne doivent pas être confondus avec les corps de fonctions.

## Définition
Un corps de nombres formels est un corps de séries formelles de Laurent en une indéterminée à coefficients dans un corps fini.